# Kolonie (staatkundig)

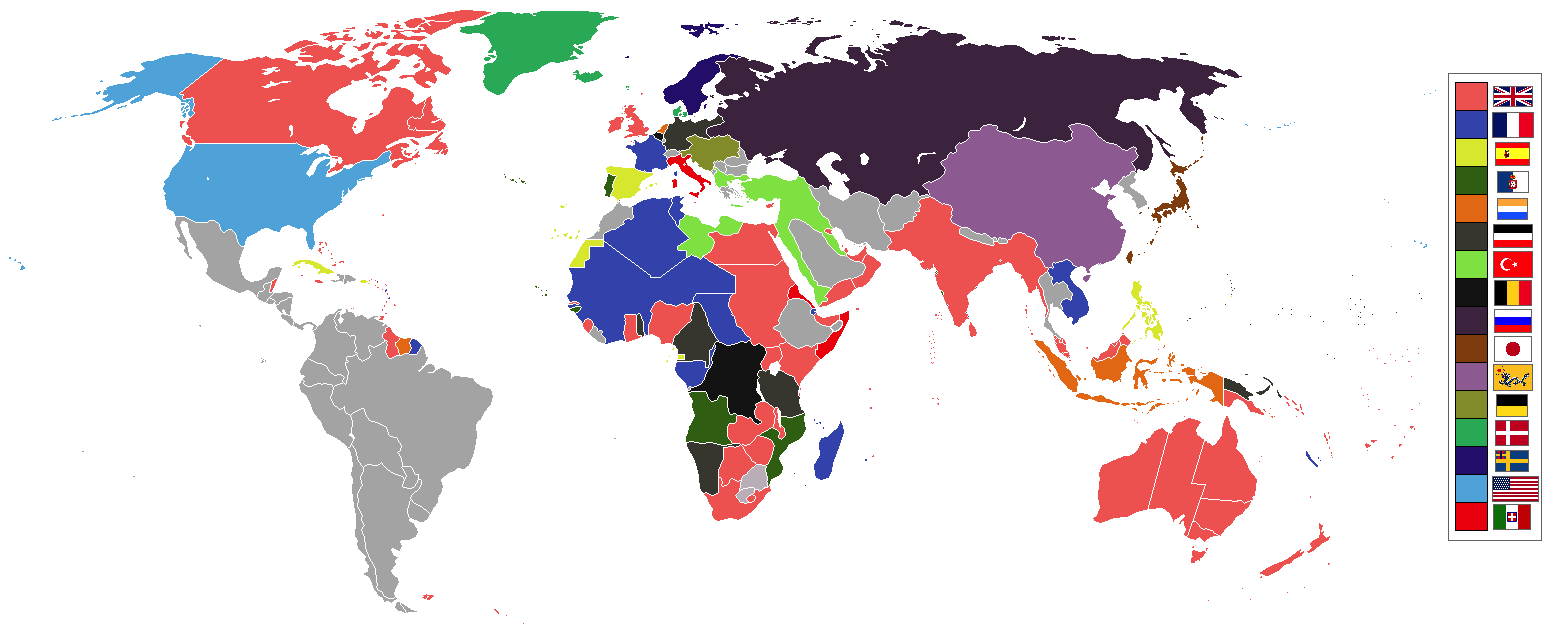
Kolonisatie en imperialisme in 1898

Een kolonie (meervoud: koloniën, kolonies) is een territorium onder bestuur van een soevereine staat, maar vallend buiten het eigenlijke grondgebied van dat moederland. Oorspronkelijk was kolonisatie de vestiging van een deel van een bevolking buiten het eigenlijke territorium van dat volk. Bij latere kolonisaties werd ook de inheemse bevolking onderworpen.

## Geschiedenis Europese kolonies
Vanaf de veroveringen in de 16e eeuw door West-Europese landen in Amerika worden ook overzees veroverde gebieden doorgaans aangeduid als koloniën. Naast de meeste West-Europese landen stichtten tussen de 16e en 19e eeuw ook Rusland en Japan koloniën. Tot in de twintigste eeuw was het bezit van koloniën voor West-Europese landen tamelijk algemeen geaccepteerd, niet alleen uit economische overwegingen; ook nationaal prestige speelde mee, naast culturele en godsdienstige zendingsdrang.
De meeste van de in de loop der eeuwen gestichte koloniën zijn inmiddels onafhankelijke staten. Vooral in de eerste decennia na de Tweede Wereldoorlog werden veel koloniën onafhankelijk (zie dekolonisatie). Niettemin wordt er nog gesproken van neokolonialisme om de economische afhankelijkheid van de Derde wereld (meest voormalige koloniën) van het Westen of China aan te duiden.
Twee fasen van kolonialisme zijn in de geschiedenis te onderscheiden. In de eerste fase bezetten Europese mogendheden slechts de kuststroken en kuststeden op andere continenten. Tropische ziekten, onbekend en moeilijk begaanbaar terrein en een vijandige bevolking eisten vaak voor de kolonisatoren een te hoge tol. De Spanjaarden en de Portugezen, die in de middeleeuwen begonnen met ontdekkingsreizen en kolonisatie, drongen maar langzaam in de Zuid-Amerikaanse binnenlanden door. Slechts in de gebieden waar het klimaat gunstig voor Europeanen was (Noord-Amerika), veroverden Europeanen grondgebieden tot diep in de binnenlanden en vestigden zich daar.
In de tweede fase, die ruwweg halverwege de 19e eeuw begon, konden de Europese mogendheden dankzij verbeterde bewapening, communicatie, transport en gezondheidszorg, enorme gebieden veroveren en opeisen, en deden dat ook. Japan maakte zich in de Meijiperiode als enig niet-westers land zelfstandig een aantal door westerse mogendheden veroverde grondgebieden eigen en bouwde een koloniaal rijk op in China en op het Koreaanse schiereiland. In 1905 verbaasde Japan de wereld door de Russisch-Japanse Oorlog te winnen. China was weliswaar een zelfstandig rijk, maar had territoriale en commerciële concessies moeten doen aan Japan en aan diverse Europese mogendheden. Europese mogendheden verdeelden vrijwel heel Afrika onder elkaar. Rond 1900 was een kwart van de totale bevolking Brits onderdaan. De wereld was toen grotendeels in de macht en onder invloed van Europese koloniale mogendheden of was een ex-Europese kolonie (dat laatste vooral in Noord- en Zuid-Amerika). Dat zou pas werkelijk veranderen na de Tweede Wereldoorlog.
Koloniale mogendheden waren Nederland, het Verenigd Koninkrijk, Portugal, Frankrijk, Spanje, Duitsland, Rusland (in Siberië, Centraal-Azië en Alaska), België, Italië, Japan, de Verenigde Staten en - minder bekend - zelfs de Scandinavische landen Denemarken (Groenland, de Faeröer, de huidige Amerikaanse Maagdeneilanden, Tharangambadi in India, en de Deense Goudskust), Zweden (het latere Delaware en Saint-Barthélemy) en Noorwegen (Spitsbergen, Jan Mayen en Bouvet). Zelfs het kleine hertogdom Koerland verwierf twee koloniën: Nieuw-Koerland en Gambia.

## Iberische koloniën

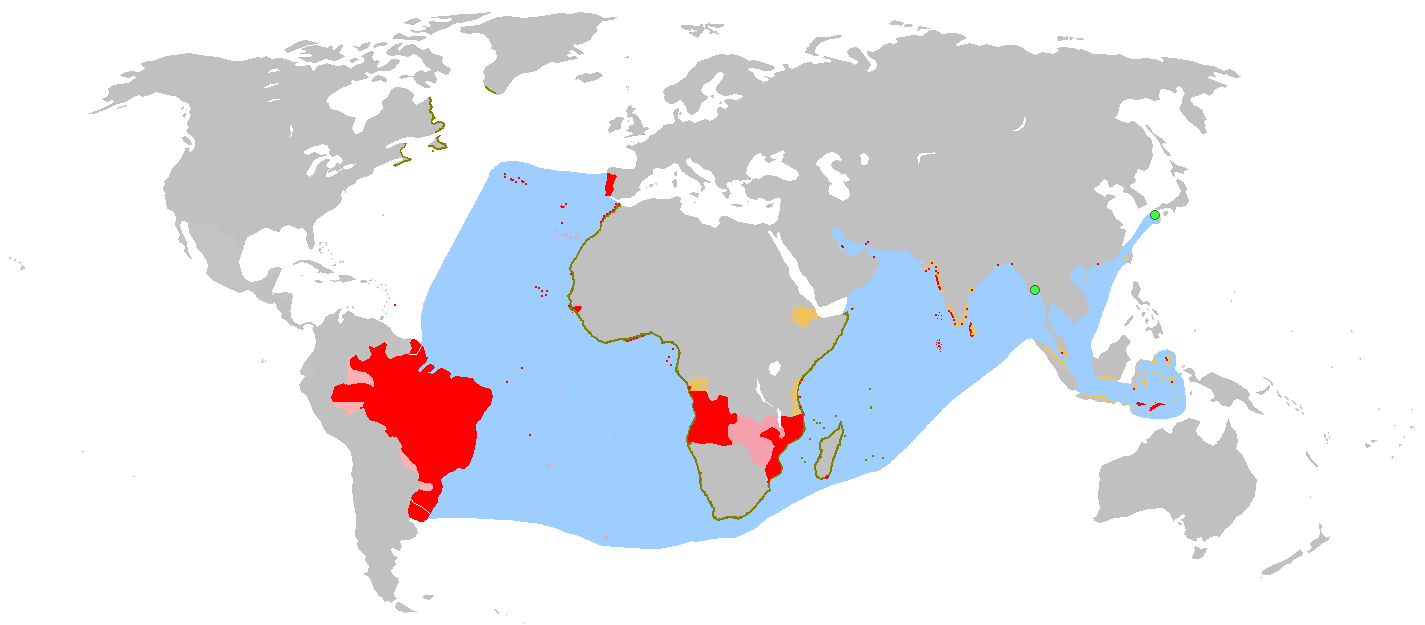
Kaart met de gebieden die Portugees waren (1410-1999)

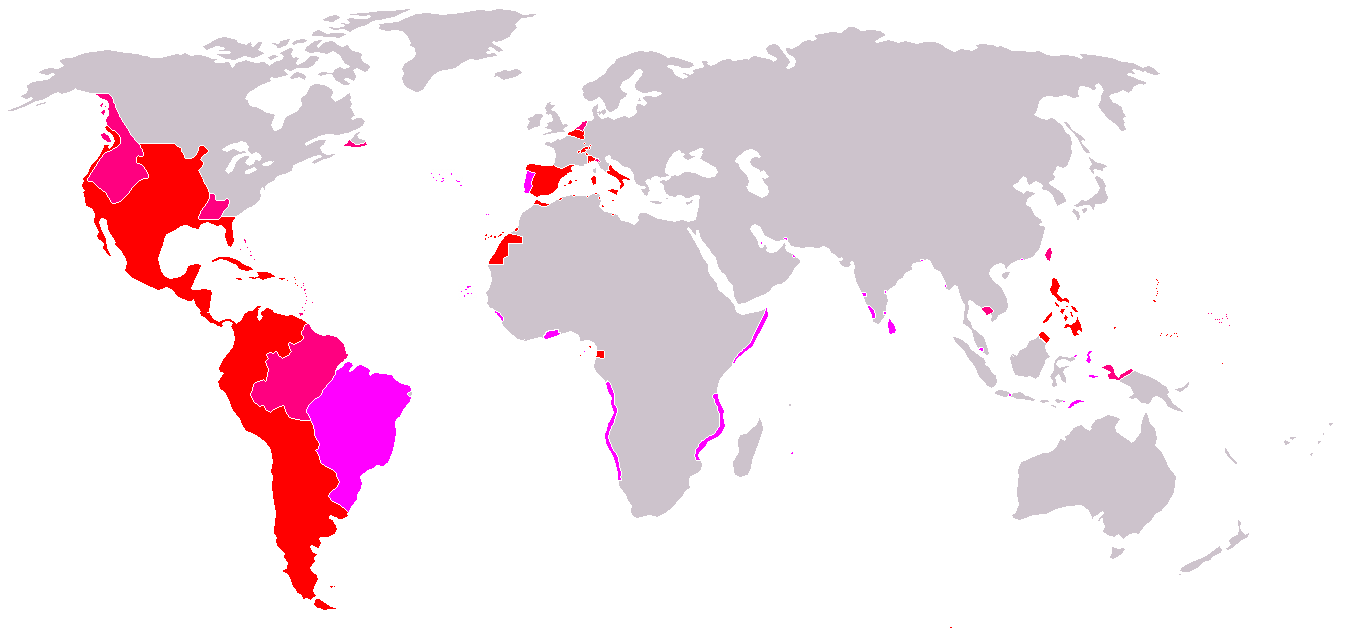
Diachrone kaart van het Spaanse Rijk in zijn grootste omvang. Het rood omvat het Spaanse Rijk.

De Iberische staten Spanje en Portugal worden in Westerse geschiedschrijving beschouwd als de eerste koloniale machten. Na de Reconquista zaten zij met enorme aantallen werkloze soldaten, die als conquistador hun geluk in de Nieuwe Wereld zochten. Bij het Verdrag van Tordesillas in 1494 verdeelde Paus Alexander VI de niet-Europese gebieden tussen Spanje en Portugal vanuit de visie dat daartoe recht bestond. In de Tachtigjarige Oorlog (1568-1668) verschenen twee nieuwe mogendheden ten tonele: Groot-Brittannië en Nederland. Deze landen wisten met name in Azië de Spanjaarden en Portugezen te verdrijven, waarop deze landen hun koloniale rijken in Zuid-Amerika consolideerden. Na de bezetting door Napoleon kon heel Zuid-Amerika zich in een reeks oorlogen en coups bevrijden van de koloniale heerschappij. Na de oorlog tussen Spanje en de Amerikanen in 1898 om Spaans-Oost-Indië, die Spanje verloor, restten Spanje nog de Afrikaanse kolonies Spaans-Marokko, Spaans-West-Afrika en Spaans-Guinea.
Portugal breidde in de 19e eeuw haar grondgebied met militaire expedities uit in Angola en Mozambique. De Britten verhinderden echter de eenwording van beide gebieden. Na de Tweede Wereldoorlog bleef Portugal in Afrika als laatste koloniale mogendheid over: pas in 1975 werden Kaapverdië, Guinee-Bissau, Sao Tomé en Principe, Angola en Mozambique onafhankelijk. In Azië bleven Oost-Timor en Macau als laatste over.
De voormalige Portugese kolonies hebben zich verenigd in een taalunie de Gemeenschap van Portugeessprekende Landen (CPLP) en de voormalige Spaanse kolonies Hispanofonie. Beide landen en hun voormalige kolonies hebben zich verenigd in de Organisatie van Ibero-Amerikaanse landen (OEI).

## Britse koloniën

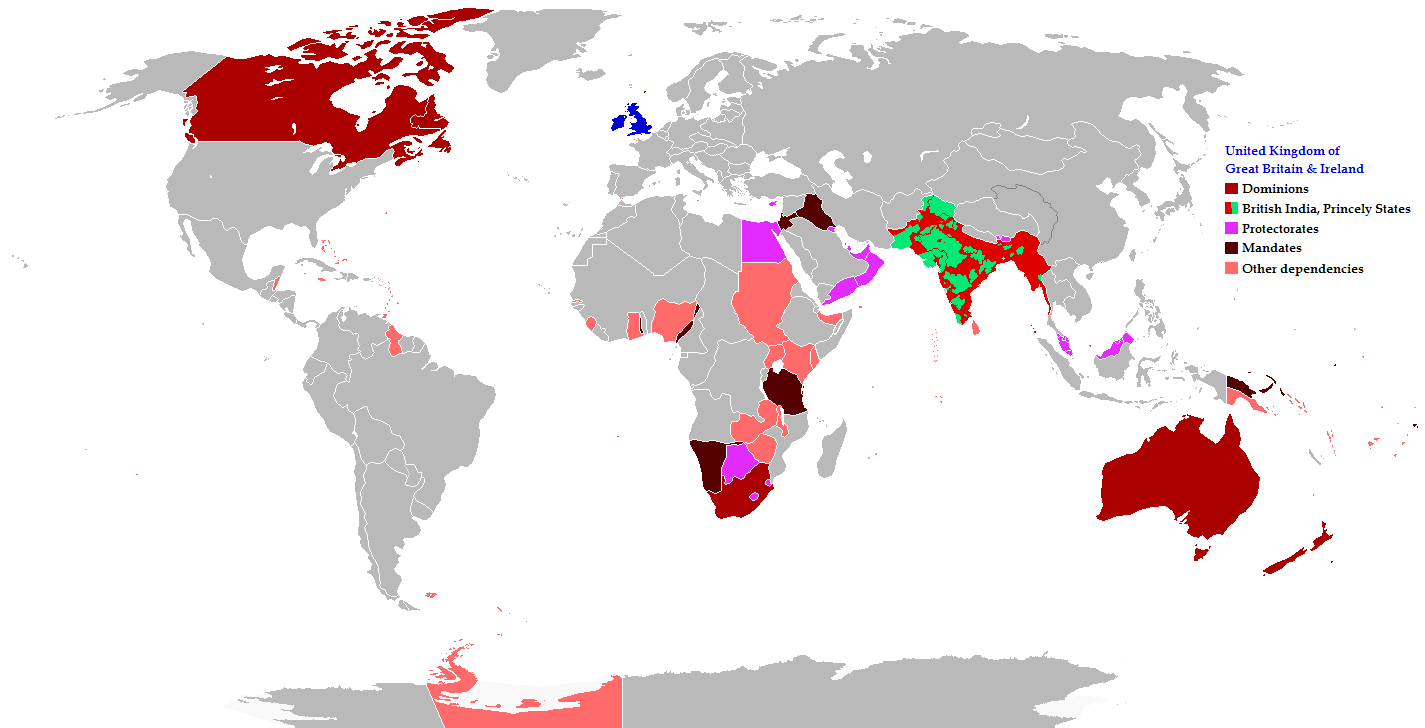
Het Britse Rijk in 1919

Groot-Brittannië speelde allereerst een marginale rol naast Spanje, Portugal en Nederland. De Britse activiteiten beperkten zich hoofdzakelijk tot piraterij. In de 17e en 18e eeuw manifesteerden de Britten zich echter in Amerika, India en Brits-West-Indië. Delen van het huidige Canada werden op de Fransen veroverd. De Kaap en de Franse gebieden in India kwamen aan Engeland na 1815. In het Victoriaanse Tijdperk bereikte het Britse Rijk (British Empire) zijn hoogtepunt met de consolidatie van macht in India. In Afrika trachtte Cecil Rhodes zijn droom te verwezenlijken om van Caïro tot Kaapstad Britse koloniën te vestigen. Australië werd gekoloniseerd, hoewel het oorspronkelijk een strafkolonie was (waar de meeste Australiërs zich nog voor schamen). Na de Tweede Wereldoorlog ging het Empire echter verloren, en werd het Gemenebest van Naties (Commonwealth) ervoor in de plaats gesteld. De overige niet-onafhankelijk gebieden bleven onder Britse bestuur.
De Britten zijn wel de laatste kolonisatoren op het Europese vasteland te Gibraltar.

## Nederlandse koloniën

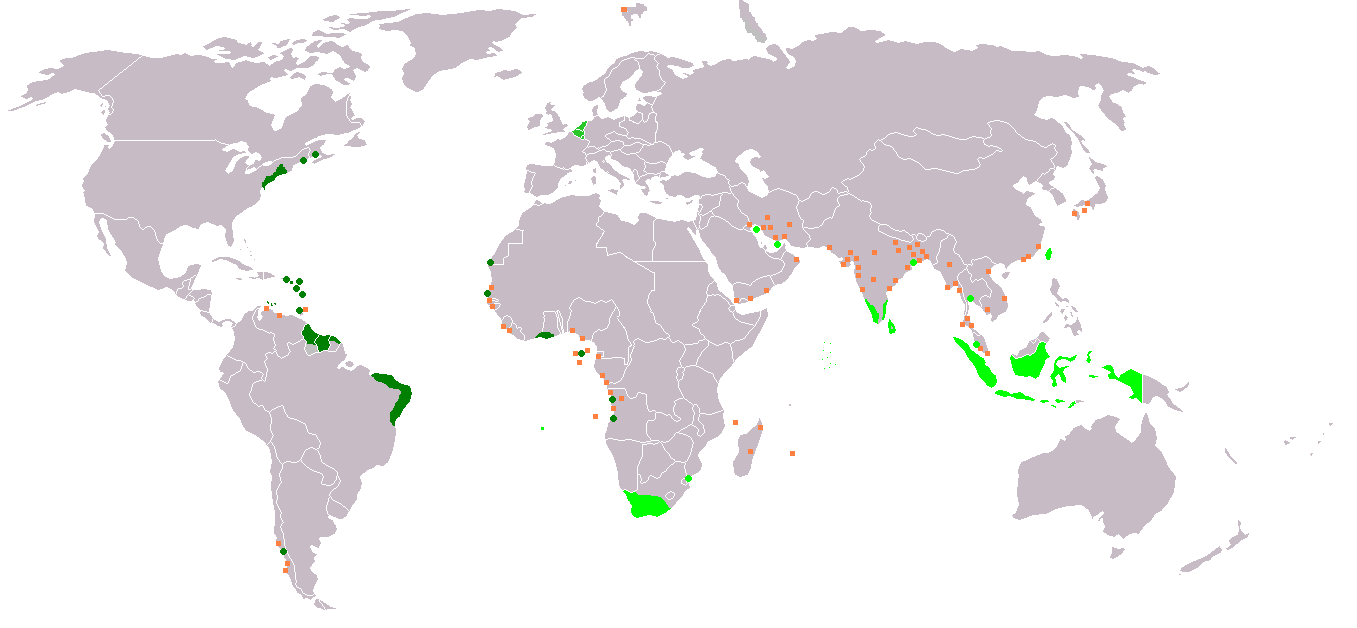
Kaart met alle gebieden die ooit Nederlands zijn geweest

Nederland had via de Vereenigde Oostindische Compagnie (VOC) en de West-Indische Compagnie (WIC) al vroeg koloniën. Koloniën van Nederland waren Nederlands-Indië, Nederlands-Nieuw-Guinea, Suriname en de Nederlandse Antillen (Aruba, Bonaire, Curaçao, Sint Maarten, Sint Eustatius en Saba). In eerdere tijden had Nederland ook koloniale bezittingen in New York, Brazilië, langs de kust van Guinee, de Kaapkolonie (Zuid-Afrika), een aantal Nederlandse factorijen aan de Goudkust, Sri Lanka en Formosa (het huidige Taiwan). Bovendien was de kolonie in de Guiana's tot 1815 groter (zie Nederlands-Guiana).
Tegenwoordig zijn de Nederlandse Antillen nog steeds een onderdeel van het Koninkrijk der Nederlanden.

## Franse koloniën

Franse koloniale rijk
Frankrijk
Eerste Franse koloniale rijk
Tweede Franse koloniale rijk

De Franse koningen organiseerden ontdekkingsreizen naar Amerika en richtten naar Brits-Nederlands voorbeeld compagnieën op. De Fransen manifesteerden zich in Noord-Amerika, West-Indië en India dat het eerst Franse koloniale rijk vormde, maar verloren hun rijk na de val van Napoleon Bonaparte.
Het tweede Franse koloniale rijk was enorm, maar omvatte vooral oerwoud en woestijn in Afrika. Dit was begonnen met de bezetting van piratennest Algiers in 1830, maar onder Duitse goedkeuring volgde in 1881 ook Tunis. De Fransen verbonden hun gebieden in Afrika tot een groot rijk, en voegden hier Frans-Indochina aan toe. Na de bloederige bevrijdingsoorlogen in Algerije en Vietnam lieten de Fransen hun overige koloniën makkelijk onafhankelijk worden. De overige niet-onafhankelijk gebieden bleven onder Franse bestuur.
Tegenwoordig zijn heel wat voormalige Franse kolonies verenigd in de Francophonie.

## Belgische koloniën

Locatiekaart met de Belgische koloniën rond 1925: Belgisch-Congo, Ruanda-Urundi en de concessie in Tien-Tsin (China)

Koloniën van België waren Belgisch-Congo en de mandaatgebieden Ruanda-Urundi (het huidige Rwanda en Burundi) en de Lado-enclave in Soedan. Dit was hoofdzakelijk te wijten aan koning Leopold II (1835-1909), die graag een kolonie voor zijn land wilde vestigen. Op de Conferentie van Berlijn werd de Congo aan hem toegewezen. De aldus ontstane Onafhankelijke Congostaat werd door de koning als privébezit persoonlijk geëxploiteerd als een wingewest met een humanitaire ramp tot gevolg. In 1908 nam België Congo over.
In de jaren 1840 kende de Compagnie belge de colonisation een kort koloniaal avontuur in Santo Tomas aan de kust van Guatemala.
Tussen 1880 en 1940 trokken meerdere landbouwfamilies naar Argentinië. De Colonia Belga te Villaguay in de provincie Entre Ríos, gesticht op 13 januari 1882 door Eugeen Schepers, had relatief veel succes. In de buurt bevond zich ook een kolonie Esperanza.
Van 1902 tot 1932 had België ook de Belgische concessie in Tianjin (China).

## Duitse koloniën

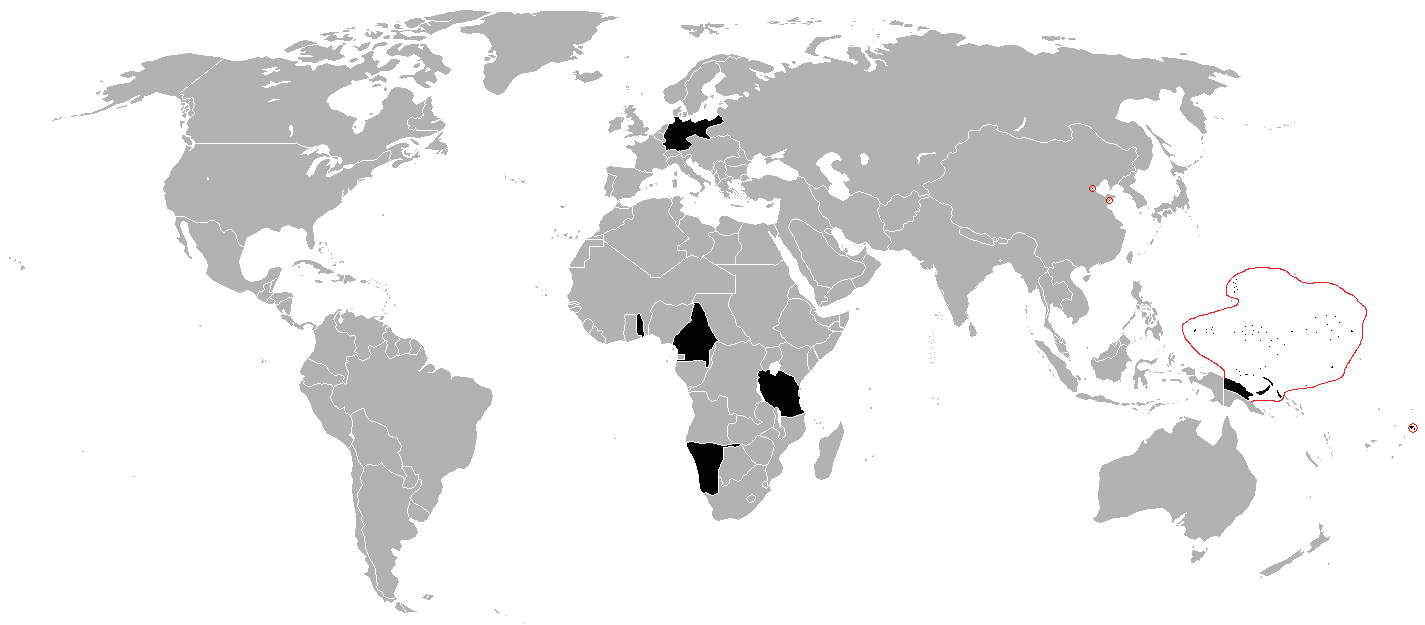
Het Duitse Keizerrijk en de Duitse Koloniën in 1914

Duitsland was een relatieve laatkomer. Vóór de Duitse eenwording in 1871 had Brandenburg-Pruisen een kleine kolonie gehad, maar deze al vrij snel verkocht aan Nederland. Bismarck was ook helemaal geen voorstander van kolonialisme: het zou Engeland in de wielen rijden. Bovendien wilde hij nu juist Frankrijk aanmoedigen tot kolonialisme, om dit land het verlies van Elzas-Lotharingen te doen vergeten. De bevolking, legerstaf en keizer dachten hier echter anders over. Een actieve kolonisatiepolitiek was het gevolg, waarbij Duitsland echter genoegen moest nemen met de overgebleven resten: Duits-Zuidwest-Afrika, Duits-Togoland, Duits-Oost-Afrika, Duits-Kameroen, en een aantal Pacifische eilanden. De oude koloniale machten waren daar niet gelukkig mee; zo waren de Britten woedend over Duits-Oost-Afrika, dat hun plannen doorkruiste om van Alexandrië tot Kaapstad een continentale spoorlijn aan te leggen die al haar Afrikaanse koloniën verbond. Dit voedde weer de gedachte dat andere landen Duitsland zijn "plek onder de zon" misgunden. Na de Eerste Wereldoorlog verloor Duitsland zijn koloniale rijk, en werden zijn koloniën tot geallieerde mandaatgebieden verklaard.

## Italiaanse koloniën

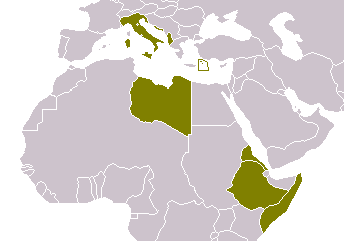
Italië en kolonies in 1940

Ook Italië was een laatkomer omdat het land, net als Duitsland, pas laat in 1870 verenigd werd. Het veroverde Italiaans-Somaliland, maar werd in 1896 bij Adowa door de Ethiopische keizer Menelik II verslagen. Dit was de eerste overwinning van een "gekleurd" land op een "blank" land, nog voor de Russisch-Japanse Oorlog (1904-1905). In een korte oorlog werd vervolgens in 1912 het Ottomaanse Rijk gedwongen Libië en een aantal eilanden af te staan. Na de Eerste Wereldoorlog trachtte Italië een koloniaal rijk in Turkije op te bouwen, maar liet dit land al vrij snel aan Mustafa Kemal Atatürk. In 1936 besloot Benito Mussolini de nederlaag van Adowa te wreken en heel Ethiopië te bezetten. Dit ging gepaard met een zeer vuile oorlog, waarin Ethiopiërs Rode Kruis-gebouwen bombardeerden en Italianen mosterdgas gebruikten. In 1939 werd het overzeese Albanië bezet. In de Tweede Wereldoorlog bereikte het Italiaanse koloniale rijk met de bezetting van Brits-Somaliland zijn grootste omvang, maar ging vervolgens geheel verloren aan de Geallieerden.

## Russische koloniën

Russische rijk van 1790 tot 1860. In lichtgroen de invloedssfeer.

In 1581 veroverde de Kozakkenhoofdman Jermak het kanaat Sibir, en bood de tsaar deze verovering aan. Dit maakte de weg vrij voor een Russische penetratie tot aan de Stille Oceaan. In de 18e eeuw werd zelfs Alaska gekoloniseerd, en zakten de Russen af tot in Californië, waar ze de Spanjaarden ontmoetten. Na de Krimoorlog (1853-1856) werd Alaska aan de Verenigde Staten verkocht, maar breidde Rusland sterk uit in Centraal-Azië. In de Russisch-Japanse Oorlog (1904-1905) leed Rusland echter een nederlaag tegen Japan, en bereikte zijn maximale omvang. Ruwweg dit gebied zou de uiteindelijke Sovjet-Unie worden, die in 1991 uiteenviel.
Na het uiteenvallen van de Sovjet-Unie verenigden een aantal voormalige Sovjet-staten zich in het Gemenebest van Onafhankelijke Staten (GOS), met uitzondering van de Baltische staten dat de Baltische Assemblee vormde.
De extreemrechtse Liberaal-Democratische Partij van Rusland streeft naar de grenzen van het Russische rijk met de voormalige Russische kolonies.

## Amerikaanse koloniën

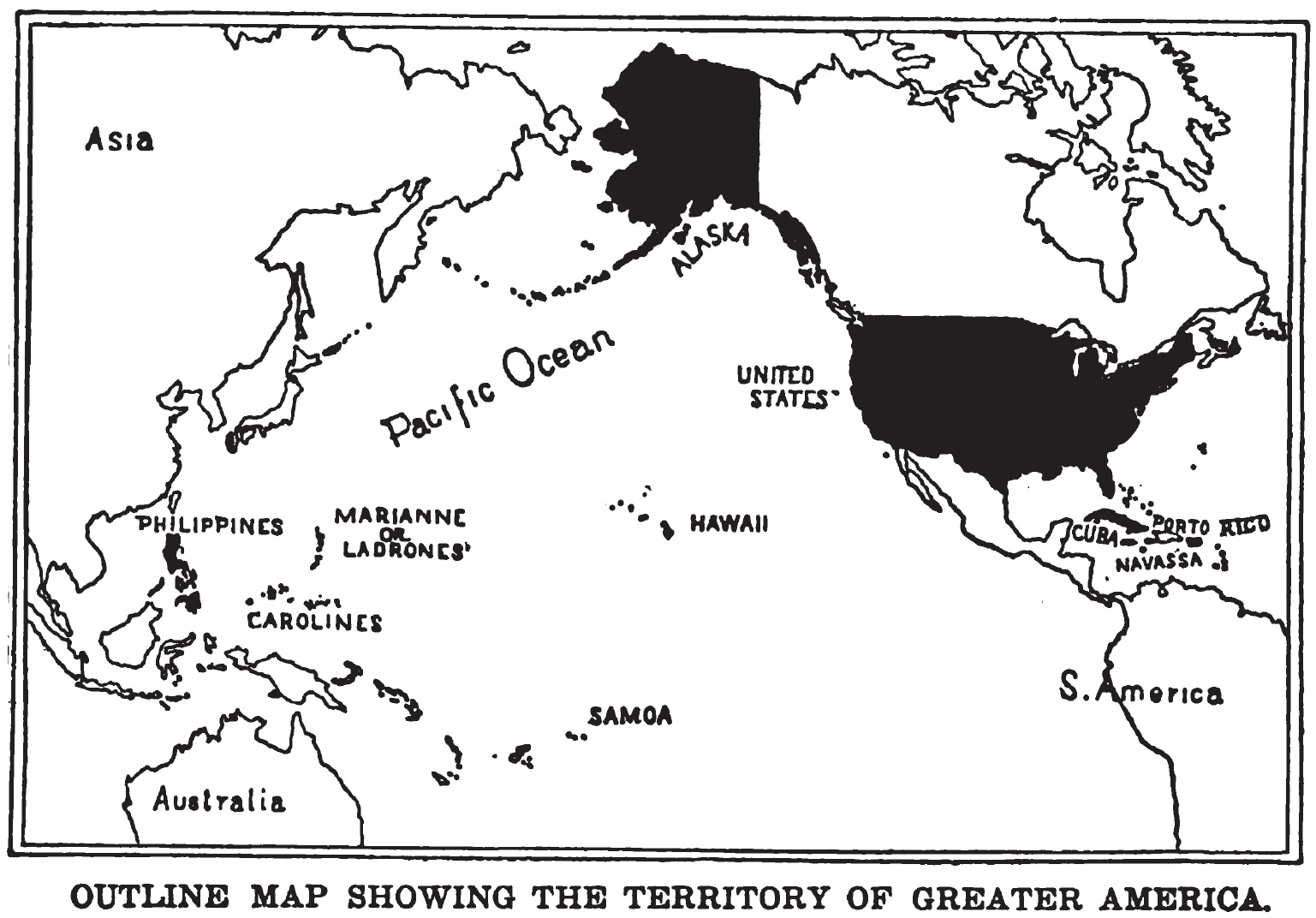
Situatie in 1899

De Verenigde Staten waren vroeger een kolonie geweest en keken met minachting neer op de Europese hebzucht. Ondertussen breidden de VS zichzelf wel in de 19e eeuw in hoog tempo uit. Na de oorlogen met Mexico was een enorm gebied beschikbaar, dat voortvarend door de Amerikanen bevolkt werd. In 1867 volgde de aankoop van Alaska, dat zeer waardevolle hulpbronnen bleek te hebben. De Amerikaanse marine breidde zich uit tot zij de omvang van de Britse naderde. Militaire steunpunten werden ingericht: in de Stille Oceaan zelfs bijna tot de kust van Japan. Na de oorlog met Spanje van 1898 werden de Filipijnen een Amerikaanse kolonie, die echter na de Tweede Wereldoorlog de onafhankelijkheid verkreeg.
De niet-onafhankelijke gebieden in de Caraïben en Oceanië vormen het Eilandgebied van de Verenigde Staten.